# 버로티 러요시
버로티 러요시(헝가리어: Baróti Lajos, 1914년 8월 19일 ~ 2005년 12월 23일)는 헝가리의 전 축구 선수 및 축구 감독이었다.
1928년 헝가리의 세게드 AK에서 데뷔했으며, 1946년 죄르 ETO FC로 이적해 1948년까지 활약하였다. 또한 1939년 헝가리 축구 국가대표팀에 정식으로 데뷔한 뒤, 1941년까지 2차례의 경기에 참여하기도 했다.
은퇴 이후 헝가리 각지의 클럽에서 감독 생활을 했으며, 1957년부터 헝가리 축구 국가대표팀의 감독을 맡아 1966년까지 3번의 FIFA 월드컵 (1958년, 1962년, 1966년) 및 1964년 유러피언 네이션스컵에 참가하였다. 이 중 1962년과 1966년 FIFA 월드컵에서 팀이 8강에 오르는 데 공헌했으며, 1964년 유러피언 네이션스컵에서 팀이 3위를 차지하는 데 크게 기여했다. 또한 2번의 하계 올림픽 (1960년, 1964년)에 참가했으며, 팀이 1960년 동메달에 이어 1964년 금메달을 차지하는 데 결정적인 기여를 했다.
그 뒤 1967년 우이페슈티 도사의 감독을 맡았으며, 퍼제커시 라슬로, 괴뢰치 야노시, 베네 페렌츠, 두너이 안탈, 잠보 산도르 등을 이끌며 팀의 황금기를 구축하였다. 이후 1969년부터 1970년까지 팀이 2연속 더블을 차지하는 데 크게 공헌했으며, 1971년 팀이 리그 3연패에 오르는 데 기여했다. 또한 1968-69 시즌 팀이 인터시티스 페어스컵 결승에 오르는 데 공헌했다.
이후 부다페슈티 버셔시 SC를 거쳐 1975년부터 다시 헝가리 축구 국가대표팀의 감독을 맡아 팀이 1978년 FIFA 월드컵 본선에 진출하는 데 기여했으며, 그 뒤 오스트리아 분데스리가의 FC 바커 인스부르크를 거쳐 1980년 포르투갈 리가의 SL 벤피카의 감독을 맡아 1980–81 시즌 팀이 더블을 차지하는 데 공헌했다.
그 뒤 2005년 12월 23일 부다페스트에서 사망했다.